# 13478 Fraunhofer
13478 Fraunhofer eller 1976 DB1 är en asteroid i huvudbältet som upptäcktes den 27 februari 1976 av den tyske astronomen Freimut Börngen vid Tautenburg-observatoriet. Den är uppkallad efter den tyske vetenskapsmannen Joseph von Fraunhofer.
Den tillhör asteroidgruppen Hungaria.